# WinRAR
WinRAR e приложен софтуер за архивиране на файлове, съвместим с Windows, GNU/Linux, FreeBSD, macOS и Android, като само версията за Android е безплатна. За другите платформи програмата може да се изпробва, преди да се закупи. Тя може да създава архиви в RAR или ZIP файлов формат и да разшифрова архиви в други формати. Налична е версия за Windows както с графичен, така и с текстов интерфейс. За Linux, FreeBSD и macOS версиите са само с текстов интерфейс.

## Общ преглед
WinRAR и RAR файловият формат се развиват през времето. Най-новият архивиращ формат е RAR5, който използва същото файлово разширение *.rar. Файловете в предишните RAR файлови формати сега се наричат RAR4 и се поддържат от новата версия, но файлове, записани в новия формат, не се четат от старите версии.
В новата версия се забелязва по-добра компресия, усъвършенствани са достоверната проверка и специализираният компресиращ алгоритъм за текст и мултимедийни файлове. RAR5 също промени разширението за разделяне на големи файлове от „archivename.rNN“ на „arhivename.prtNN.rar“.
Увеличен е максималният размер на речника на 1GiB и сега са достъпни 11 различни компресиращи директории с размер от 1 MiB до 1 GiB, със стойност по подразбиране, увеличена от 4 MiB на 32 MiB, това води до увеличаване на компресиращия коефициент. Преди AES криптирането беше 128-битово, а сега е 256-битово – това означава по-голяма сигурност.
Опции, добавени в последната версия, включват 256-bit BLAKE2 алгоритъм за преработване на файлове вместо 32-bit CRC32, откриване на повторни файлове, NTFS твърди и символични линкове, Quick Open запис, който позволява архивите да бъдат отваряни по-бързо.

### Основни функции
- Създаване на RAR или ZIP архиви.
- Декомпресиране на ACE, ARJ, BZIP2, CAB, EXE, GZ, ISO, JAR, LHA, RAR, TAR, UUE, XZ, Z, ZIP, ZIPX, 7z, 001 (разделени) архиви.
- Проверка на контролната сума за ACE, ARJ, BZIP2, CAB, GZ, BZIP2, RAR, XZ, ZIP и 7z архиви.
- Компресия и декомпресия с едновременна многопоточност на процесора.

При създаването на RAR архиви:
- Поддръжка за максимален размер на файл от 16 EiB (ексбибайта), което е 18 милиона TB или 1,8.1019 байта.
- Компресиращ речник от 1 MiB до 1 GiB (до 256 MiB на 32-битова операционна система Windows, декомпресирането е с 1 GiB речник). Стойността по подразбиране е 32 MiB.
- Избирателен 256-bit BLAKE2 файлов хеш може да замести 32-bit CRC32 за преработване на файове.
- Избирателно шифроване, което използва AES (Advanced Encryption Standard) с 256-битов ключ.
- Избирателно може да се използва редуциране на данни във формата на Reed-Solomon, за да се поправят повредени архиви.
- Избирателен „Quick Open Record“ за по бързо отваряне на RAR файлове.
- Възможност за създаване на многообемни (разделени) архиви.
- Възможност за създаване на саморазархивиращи се файлове. Саморазархивиращият се файл може да изпълни команди, като да процедира като специфична програма автоматично след саморазархивиране.
- Поддръжка за сложни NTFS файлови опции, като NTFS твърди и символични линкове.
- Поддръжка на максимална дължина на името на директориите до 2048 символа (запазени във формата UTF-8).
- Избирателно добавяне на коментар (текст, запазен във формата UTF-8).
- Избирателно запазване на дата и час на създаване, последено влизане и последна промяна.

### Лиценз
Софтуерът се разпространява като платен с пробна версия, той може да бъде използван без заплащане за 40 дни. Макар архивирането в RAR формат да е патентовано, RarLab доставя сорс кода на UnRAR с авторско право, с лиценз, позволяващ да бъде използван във всеки софтуер, като по този начин се позволява на другите да произвеждат разархивиращи програми с поддръжка за RAR формат.

### Езици
Програмата е налична на над 50 езика.

## История

### Версии
- Текстовият интерфейс е бил пуснат за първи път през есента на 1993 година.
- Рано развитата версия WinRAR 1.54b е издадена през 1995 г. като 16-битово приложение Windows 3.x.
- Версия 2.00 е била пусната на 6 септември 1996 година.
- От версия 3.00 (май 2002) новият RAR3 формат се изпълнява. Новите компресирани архиви не могат да бъдат управлявани от старите версии на WinRAR.
- От версия 3.41 (декември 2004 г.) WinRAR добавя поддръжка за Linux за архиви като GZIP и BZIP2. Новите опции включват съхраняване на цели „paths“ и възстановяване на компресирани NTFS файлове.
- От версия 3.50 (август 2005) WinRAR добавя възможност за смяна на интерфейса.
- От версия 3.60 (август 2006 г.) WinRAR включва многонишкова версия на алгоритъма за компресиране, което подобрява скоростта на компресия на системи с двуядрен, многоядрен или „Hyper-threading-enabled“ процесори.
- От версия 3.70 (около януари 2007 г.) WinRAR предлага поддръжка за Windows Vista.
- От версия 3.80 (септември 2008 г.) се поддържат архиви, които съдържат Unicode файлови имена в UTF-8.
- От версия 3.90 (май 2009 г.) WinRAR добавя поддръжка за Windows x64 и Windows 7. Също така засилена поддръжка за мултитрединга.
- Версия 3.91 е последната версия, която поддържа Valencian.
- Версия 3.92 е последната, която поддържа сръбската кирилица и сръбската латиница.
- Версия 4.00 (март 2011 г.) ускорява декомпресията с до 30%. Windows 98, Windows Me, Windows NT вече не се поддържат. Минималното изискване е версията на Windows да е Windows 2000.
- От версия 4.10 (от януари 2012 г.) WinRAR премахва всички ZIP ограничения, което позволява неограничен брой файлове и размер на архива. WinRAR сега също така позволява да се създават многотомни ZIP файлове. ZIP архивите вече включват Unicode файлови имена.
- От версия 4.20 (юни 2012) скоростта на компресиране в режим на SMP е увеличила значително, но това подобрение е направено за сметка на увеличаване на използването на паметта. ZIP компресията вече използва SMP. Режимът по подразбиране не може да се справя с текст, освен ако не се използват допълнителни ключове. Също така, Windows 2000 вече не се поддържа.
- От версия 5.00 (от септември 2013 г.) новият RAR5 формат се изпълнява. Новите компресирани архиви не могат да бъдат управлявани от старите версии на WinRAR. Този нов формат разполага с максимум 1 GiB речник (само в 64-битова версия), по-добра поддръжка за многоядрени процесори, премахват се специални алгоритми за компресия на мултимедия, текст и Itanium бинарни файлове.

### Поддържани операционни системи
Както и при повечето софтуери, най-новите архивни инструменти вече не поддържат стари операционни системи. Следната информация е полезна за подпомагане на по-старите версии на Windows (включително Wine за Linux) и MS-DOS (включително FreeDOS).
- WinRAR v5.x (текущата версия) поддържа Windows XP и по-стар.
- WinRAR v4.11 е последната версия, която поддържа Windows 2000.
- WinRAR v3.93 е последната версия, която поддържа Windows 95, 98, ME, NT.
- RAR v3.93 е последната версия, която поддържа MS-DOS и OS/2 на 32-битов процесор, като 80386 и по-стара. Той поддържа дълги имена на файлове в полето за Windows DOS (с изключение на Windows NT) и използва удължител RSX DPMI.
- RAR v2.50 е последната версия, която поддържа MS-DOS и OS/2 на 16-битов процесор, като 8086 и 80286.

## Easter eggs
- В „About WinRAR“ кликнете върху Help менюто логото на WinRAR прави океански сърф и вълните се движат. Щракване на мишката с натиснат Shift върху логото причинява появата на платноходка над „R“ бутона, който е плавал из водата.
- В същия диалогов прозорец натиснете иконата на книга, подскача като топка, докато той легне, и с всеки скача, удивителен звук на Windows могат да бъдат чути.
- Цветни коментари могат да бъдат добавени към WinRAR архиви.